# Gustav Janouch
Gustav Janouch nació en Maribor, (Eslovenia) en 1903 y falleció en Praga en 1968. Fue poeta y musicólogo, pero sobre todo se dio a conocer por su amistad con Franz Kafka.

## Breve biografía
Gustav Janouch es conocido principalmente por su libro de recuerdos "Conversaciones 
con Kafka", escrito a partir de su amistad con el gran escritor checo. El origen de su 
amistad se remonta a 1920, cuando Janouch tenía 16 años y Kafka, 37. El padre de Janouch 
y Franz Kafka eran compañeros de trabajo en el Instituto de Seguros contra Accidentes de Trabajo 
de Praga, y el joven Janouch tuvo libre acceso al despacho de Kafka a partir del momento en que su padre se lo presentó. La muerte de Kafka cuatro años después coincidió en el tiempo con el suicidio del padre de Janouch. Ambos acontecimientos, así como su participación en la Segunda Guerra Mundial como resistente y su posterior encarcelamiento, contribuyeron a la merma psíquica y moral de sus últimos años. No obstante, vivió lo suficiente como para ver publicada la edición definitiva de su libro de recuerdos sobre Kafka, a quien presenta como la principal referencia moral de su existencia. Otras obras de Janouch son "El Blues de la muerte" y "Encuentros en Praga".